# 자쿠의 베리에이션
자쿠의 베리에이션(일본어: ザクのバリエーション)에서는 애니메이션 《건담 시리즈》에 등장하는 모빌 슈트(MS)로 분류되는 가공의 유인 조종식 인간형 로봇 병기의 일종인 자쿠의 베리에이션 가운데 이하의 기체군을 제외한 기체들에 대해 설명한다.
- MS-04의 형식번호를 가지며 "프로토타입 자쿠"로 호칭되는 기체군에 대해서는 모빌 슈트#프로토타입 자쿠를 참조.
- MS-05의 형식번호를 가지며 "구 자쿠"나 "자쿠 I"으로 호칭되는 기체군에 대해서는 자쿠 I을 참조.
- MS-06의 형식번호를 가지는 기체들 중
  - "자쿠"나 "자쿠 II"로 호칭되며, 기능이 특화되지 않은 기체군에 관해서는 "자쿠 II"를 참조.
  - 우주용의 고기동형에 대해서는 고기동형 자쿠 II를 참조.
  - 육전용의 베리에이션에 대해서는 육전형 자쿠 II를 참조.
  - 수륙양용의 베리에이션에 대해서는 자쿠 마린 타입을 참조.
  - 작업용의 베리에이션에 대해서는 작업용 자쿠 II를 참조.

## 같이 보기
- 모빌 슈트
- RX-78-2 건담